# Multiplan-Kamera

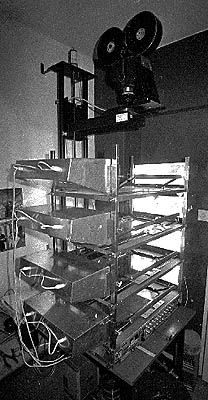
Multiplan-Kamera

Die Multiplan-Kamera oder Mehrfachebenen-Kamera ist eine zuerst 1923 von Lotte Reiniger und Carl Koch entwickelte Trickfilm-Kamera, deren Prinzip Ub Iwerks 1933 weiterentwickelte. Die für einen Trickfilm notwendigen Hintergründe wurden auf Glasplatten gezeichnet, bzw. als transparente Silhouetten gelegt und dann in die Tiefe gestaffelt aufgenommen. Dadurch entstand bei Kamerabewegungen zu den Seiten ein realistischer 3D-Effekt, da sich durch die Parallaxe die Bildebenen während der Bewegung gegeneinander verschieben.
Dieser Effekt allein wäre jedoch auch mit mehreren direkt aufeinander gelegten Folien realisierbar, die mit fest montierter Kamera zwischen den Belichtungen der Einzelbilder entsprechend versetzt werden. Die Abstände für den Versatz sind dabei für den Vordergrund am größten und verringern sich mit zunehmender scheinbarer Entfernung bis zu einem meist unbewegten Hintergrund.
Wegen des hohen Aufwands bei beiden Verfahren beschränkt man sich zumeist auf eine oder zwei handlungsführende Bildebenen, da zusätzlich zur Simulation der Räumlichkeit natürlich noch die einzelnen Bewegungsphasen der Akteure ausgetauscht werden müssen. Ergänzt wird der Aufbau üblicherweise durch je eine Vorder- und Hintergrund-Ebene, die in der Regel nicht selbst animiert wird, sondern lediglich durch ihre Verschiebung den Eindruck von Räumlichkeit verstärkt.
Mit der Multiplan-Kamera ist es zudem möglich, bei geringer Schärfentiefe einzelne Bildebenen zu fokussieren, um den dreidimensionalen Effekt noch mehr zu betonen. Zur damaligen Zeit – vor Einführung der Computeranimation – war dies die einzige handwerklich akzeptable Möglichkeit, unscharfe Konturen im Trickfilm zu realisieren. Damit sind auch so genannte Schärfe-Zooms realisierbar, d. h. die Bildschärfe „wandert“ in einem weichen Übergang beispielsweise vom Vordergrund zu einer tiefer liegenden Bildebene.
Lotte Reiniger setzte ihre von ihr noch nicht so benannte Multiplan-Kamera in ihrem abendfüllenden Trickfilm Die Abenteuer des Prinzen Achmed (1926) sowie in den folgenden Kurzfilmen ein. 
Die Disney-Studios setzten eine 1937 selbst entwickelte Multiplan-Kamera in dem Kurzfilm The Old Mill (1937) und in großem Umfang in Schneewittchen und die sieben Zwerge (1937), Pinocchio (1940) und Bambi von 1942 ein.